# أدريانو غالياني
أدريانو غالياني (بالإيطالية: Adriano Galliani)‏، من مواليد 30 يوليو 1944 في مونزا في إيطاليا، متزوج مرتين ولديه ثلاث أولاد اقتصادي إيطالي مهتم بكرة القدم.
و هو نائب رئيس والمدير التنفيذي لنادي إيه سي ميلان منذ عام 1986، ويعتبر يد سيلفيو برلسكوني اليمنى في النادي والقائم على أعماله. خلال فترة كونة الرئيس التنفيذي فإن الميلان قد فاز خمس مرات ببطولة دوري أبطال أوروبا و8 مرات بطل للدوري الإيطالي لكرة القدم.
ويعتبر غالياني من أثرياء إيطاليا حسب استفتاء مجلة لايكزو الإيطالية. ولكن غالياني يعتبر محبًا للمال، كما عرف بمكره الكروي وخبثه، حيث أنه كان يتمم الصفقات بأقل الأسعار مثل صفقة زلاتان إبراهيموفيتش من برشلونة وصفقة روبينيو من مانشستر سيتي وصفقة انتقال کاکا من ریال مدرید إلی میلان بدون مقابل بعد أن باعە للریال بأکثر من 67 ملیون یورو قبلها بثلاث سنوات.
اشتهر غالياني بصلعه وهي أحد أهم سماته. ولقب بإيطاليا بـ (gueri) أي الرجل الأصلع الذكي. كما اشتهر غالياني بالقول المأثور التالي: كي نشتري لاعبًا علينا في البداية أن نبيع واحدًا، وإلا فلا شيء سيحدث.